# パチスロ機動戦艦ナデシコ
『パチスロ機動戦艦ナデシコ』（パチスロきどうせんかんナデシコ）は、SANKYOが2009年11月に発表したパチスロ機種（5号機）。保通協における型式名は「機動戦艦ナデシコ」。翌2010年1月中旬から全国のホールで導入開始された。
アニメーション作品「機動戦艦ナデシコ」とのタイアップ機で、SANKYOとしては先に発売したパチンコ「CRフィーバー機動戦艦ナデシコ」に続く同作品の2機種目である。
登場人物・メカニックについては『機動戦艦ナデシコの登場人物』『機動戦艦ナデシコの登場兵器』を参照の事。

## 概要
リプレイタイム（RT）を搭載したAタイプとなる。ゲーム性はSANKYOも開発に関わっている「新世紀エヴァンゲリオン 〜約束の時〜」（発売元はビスティ）に似たものとなっている。
ボーナスは3種類(うちSUPER BIGは2種類）で、ボーナス比率は1:1:1（スーパービッグとビッグの比率も1：1の為、総合計比率は0.5:0.5:1:1となる）。
- SUPER BIG BONUS(1）- 赤及び青の7揃いで、最大獲得枚数448枚（465枚を越える払い出しで終了）
- SUPER BIG BONUS(2) - 黄の7揃いで、最大獲得枚数402枚（449枚を越える払い出しで終了）
- BIG BONUS - 「青・青・赤」の7揃いで、最大獲得枚数259枚（284枚を越える払い出しで終了）
- REGULAR BONUS - 「赤・赤・青」の7揃いで、最大獲得枚数116枚（119枚を越える払い出しで終了）

特殊リプレイ成立で突入するRTは2種類。共に「ナデシコ」の劇中劇である架空のロボットアニメ「ゲキ・ガンガー3」が活躍し、1ゲームあたり0.3枚増加する「ゲキガンモード」と、これより昇格して同0.6枚増加する「超ゲキガンモード」が存在する。2種類とも、次回ボーナス成立までの無限RTとなる。天井が存在し、ビック終了後1000ゲーム、もしくはレギュラー終了後800ゲームでリプレイタイム突入確率が大幅にアップする。
リール左のランプはユリカ→チェリー、ルリ→リプレイ、アキト→スイカの各図柄に対応。また、後述するスーパービッグ中の主役プレイヤーにも対応。
スーパービッグ（黄色揃い以外）確定後、「NADESICO」の3つ揃いが成立するとユリカ・アキト・ルリの幼少期を描いた3種類の「プレミアムービー」が流れる（揃えなくてもプレミア扱いでいきなりムービーになることもある）。また1G連荘でフリーズすると専用のムービーが流れる。

## 大当たり中の音楽
スーパービッグでは「私らしく（歌・桑島法子）」「あなたの一番になりたい（歌・南央美）」「レッツゴー ゲキ・ガンガー3（歌・金田めろん）」の3種類からプレイヤーが任意で選択可能。ビッグでは「YOU GET TO BURNING（歌・松澤由美）」、レギュラーでは「あなたの一番になりたい（インストバージョン）」の固定となっている。

## 大当たり中の打ち方
基本的には登場する図柄をそのまま狙えばよく、「約束の時」に存在した「チェリー外し」はしなくてよい。また「黄7揃いのスーパービッグ」「ビッグ」「レギュラー」ではスイカ登場時の1回のみ、逆押しで「NADESICO・青7・青7」を上段に狙って揃えれば総獲得枚数を12枚増やすことが可能（「チャンスよ」のボイスが獲得可能ゲームであることを示す）。

## 演出
通常時は「ナデシコステージ」→「艦橋ステージ」→「部屋ステージ」→「ルリステージ」の順で変化している。「部屋」から「ナデシコ」にジャンプする時もある。

### ステージ別演出
シャッター演出
全ステージ共通。「なぜなにナデシコ」のキャラに扮したユリカ・ルリの絵とともに、対応小役の色に変化する。閉まった後に「MAXBETを押して!」と出ればレア小役の色に変化することも。またレインボーカラーならボーナス確定。
ドア演出
「部屋ステージ」のみ。ドアの色で子役に対応し、出てきたキャラによって信頼度が変化する。
地震演出
「部屋ステージ」のみ。突然揺れが起こり、落ちてきた子役に対応する。
扉演出
「艦橋ステージ」のみ。扉から出てくるキャラで信頼度が変化する。
艦橋背景演出
「艦橋ステージ」のみ。登場するキャラの人数・内容で信頼度が変化する。
モニター演出
「艦橋ステージ」のみ。メインモニターに子役などが映し出される。
会話演出
「ナデシコステージ」のみ。パチンコの「ユリカステージ」における会話予告同様に、内容で信頼度が変化する。赤文字ならチャンスアップ。
ナデシコ背景演出
「ナデシコステージ」のみ。ナデシコが「ディストーションフィールド」を展開していたり、エステバリスが通過するとチャンス。
隕石演出
「ナデシコステージ」のみ。ナデシコ周辺の隕石が発するオーラの色が子役に対応する。
敵影演出
「ナデシコステージ」のみ。敵機影が出現すれば、バトル演出へ移行のチャンス。エステバリスよりもナデシコの方が発展しやすい。
食物演出
「ルリステージ」のみ。ルリの横にラーメン、ジュースなどが登場すればチャンス。
衣装変化演出
「ルリステージ」のみ。ルリが和服やロリータファッションなどのコスプレで登場すればチャンス。
アイテム演出
「ルリステージ」のみ。ルリが持つアイテムの内容で信頼度が変化する。
解析演出
「ルリステージ」のみ。「オモイカネ」モニターに表示され、内容によってはバトル演出に移行するチャンス。
左右キャラ演出
「ルリステージ」のみ。左側のミナトに移ると、両方ある図柄の左のものに対応。右側のメグミの場合は敵襲を教えてくれる場合あり。

### スペシャル演出
ボソンジャンプ演出
パチンコの「エリナリーチ」に似た演出。小役はチューリップの中から飛び出す図柄に対応。
電卓演出
プロスペクターが宇宙ソロバンで計算し、チャンス確率を表示する。
吹き出し演出
液晶左右に配置された「ユリカ」「ルリ」のイラストがしゃべる。セリフの内容で信頼度が変化する。赤文字ならチャンスアップ。
SDキャラ演出
デフォルメされたキャラが図柄の絵を持って登場する。バッタがそのキャラを蹴飛ばすとバトル演出移行確定。
ゲート演出
シャッター、およびカーテンの色などで信頼度が変化する。最大5枚。信頼度は青→赤→桜柄の順。
なぜなにナデシコ演出
リールを押すごとにカウントダウンが始まり、第3停止まで続けば艦内放送「なぜなにナデシコ」が始まる。「なぜなに～」では後述するスペシャル演出の内容がランダムで決定される（ボタンで決定できないタイプで、ルーレットは自然に止まる）。プレミア演出として「第1停止でいきなり『ドッカーン』演出」「BONUSマークだけ変動」などがある。
ステップアップ演出
パチンコの「ユリカステージ」におけるステップアップ予告に似た演出。ユリカ・ルリ・アキトの3種があり、最大4段階。長く続くほどチャンスアップで、4段階到達でボーナス確定となる。
ナデシコチャンス演出
パチンコにも同様の演出あり。4種類あるスペシャル演出の内容がランダムで決定される（こちらはMAXBETで決定）。
キャラ静止画演出
シャッター演出などの後にユリカ・ルリ・アキトの3人のうち誰かの静止画が大きなセリフ文字とともに登場すればチャンスアップ。2枚目に移行すればさらにチャンス。
次回予告演出
パチンコと同様、突然ブラックアウトしてスペシャル演出への予告がテレビの次回予告風に予告される。
キャラチャンス演出
各キャラがアップで登場。発展すればチャンス。
ルリちゃんプレミア
パチンコの「ルリちゃん全回転」と同様に、突入時点でボーナス確定。

### ミニゲーム演出
紙相撲ゲーム
パチンコにも同様の演出あり。勝てばボーナス確定。
ナデシコシューティング
同上。敵ボス（デンジン）を倒せばボーナス確定。

### ラブコメディ演出
今作の為に新規製作された映像が使用されている。タイトルの色（青→赤→桜柄）で信頼度が変化する。
わくわくルーレット
ルーレットで当たり図柄（「3」「7」「アキト」など）が止まればボーナス確定。キャラがハズレ図柄「X」を飛ばす演出もあり、その場合はチャンスアップ。登場するキャラはメグミ→ルリ→ユリカの順に信頼度が上がる。開始直後にシャッターが閉まり別のキャラが登場すれば激アツ。
「天河アキトを探せ!」
ただしこの演出の信頼度は低い。ユリカが艦内を探し歩き、見事アキトと出会えればボーナス確定。2人会うが、最初がエリナならチャンスアップ。復活演出あり。
「不思議の国のユリカ」
「不思議の国のアリス」をモチーフにした、ファンタジー世界が舞台。ユリカ姫がアキト王子と出会えればボーナス確定。ユリカ姫の服の色は黒→水色→ピンクの順で信頼度が上がる。
「アキトの告白!?」
アキトがユリカに愛の告白を行なう。見事二人が結ばれてキスすればボーナス確定。

### バトル演出
いずれも勝利すればボーナス確定。終盤で「MAXBETを押して!」というカットイン演出などがあればチャンスアップ。その時にパチンコの「突アツ！」と同じ絵が登場するとボーナス濃厚。
アキト「出撃」
アキトがエステバリスで単機出撃する。相手は「バッタ」もしくは「マジン」で、攻撃はラピッドライフル→フィールドランサー→ゲキガンフレアの順で信頼度が上がる。またユリカが「敵の攻撃をかわして！」という命令を出すと、それをかわした時点で反撃に転じ、ボーナス確定となる。また、敵が戦艦だった場合は後ろからナデシコが現れ、後述の「ナデシコ『発進』」演出に移行する。
「激突」3エンジェルス!
パチンコにも同様の演出あり。リョーコ・ヒカル・イズミが出撃。カットイン時に金枠のリョーコが登場すればチャンスアップ。
エステバリス「全機出撃」!
パチンコにも同様の演出あり。カットイン時に5人のアップが登場すればチャンスアップ。
「男らしく」でいこう!
パチンコの「アキト『特攻』」に似ているが、今回は第1話のエピソードを忠実に再現。所定のゲーム数以内までバッタなどの攻撃をかわして時間稼ぎをしつつ、無事ナデシコを発進させればボーナス確定。カットインはないが、アキトのセリフが赤文字ならチャンスアップ。
「ナナフシ」破壊作戦!
パチンコにも同様の演出あり。アキトのコクピットモニターに「バッテリー十分」とあればチャンスアップ。
「ナデシコ」発進!
重力波砲「グラビティブラスト」を発射させる。「MAXBET押し指示」で発射すればチャンスアップ。敵戦艦群を焼き払えばボーナス確定。

## リプレイタイム
上記の様に、リプレイタイムは2種類。リプレイ成立後はシャッターが閉まり、「これってもしかして…」「ゲキ・ガンガー!?」と文字が現れればRT突入確定。またボーナス成立との重複抽選となった場合はボーナスが優先され「これって～」「大当たり!?」と表示される。
両方とも、カットインで登場するキャラ・各ロボのオーラの色などで成立小役を表示する。
ゲキガンモード
「スイカ・リプレイ・リプレイ」で突入。ゲキ・ガンガー3がアカラ王子もしくはシックースを倒せばボーナス確定。
超ゲキガンモード
「チェリー/水色7（青7とは別）/NADESIKO・リプレイ・リプレイ」で突入。ゲキ・ガンガー3がハイペリオン皇帝を倒せばボーナス確定。

## その他
本機種でも各種SANKYOキャラが登場するプレミア演出があり、夢夢ちゃん、ドラムくん、楽シーサーが登場すればボーナス確定。
ホールで配布されるガイドブックには、オリジナルのポストカード（3種類のうち1種類）が添付されている。